# Philipp Jakob Loutherbourg der Jüngere

Philipp Jakob Loutherbourg der Jüngere, Selbstporträt

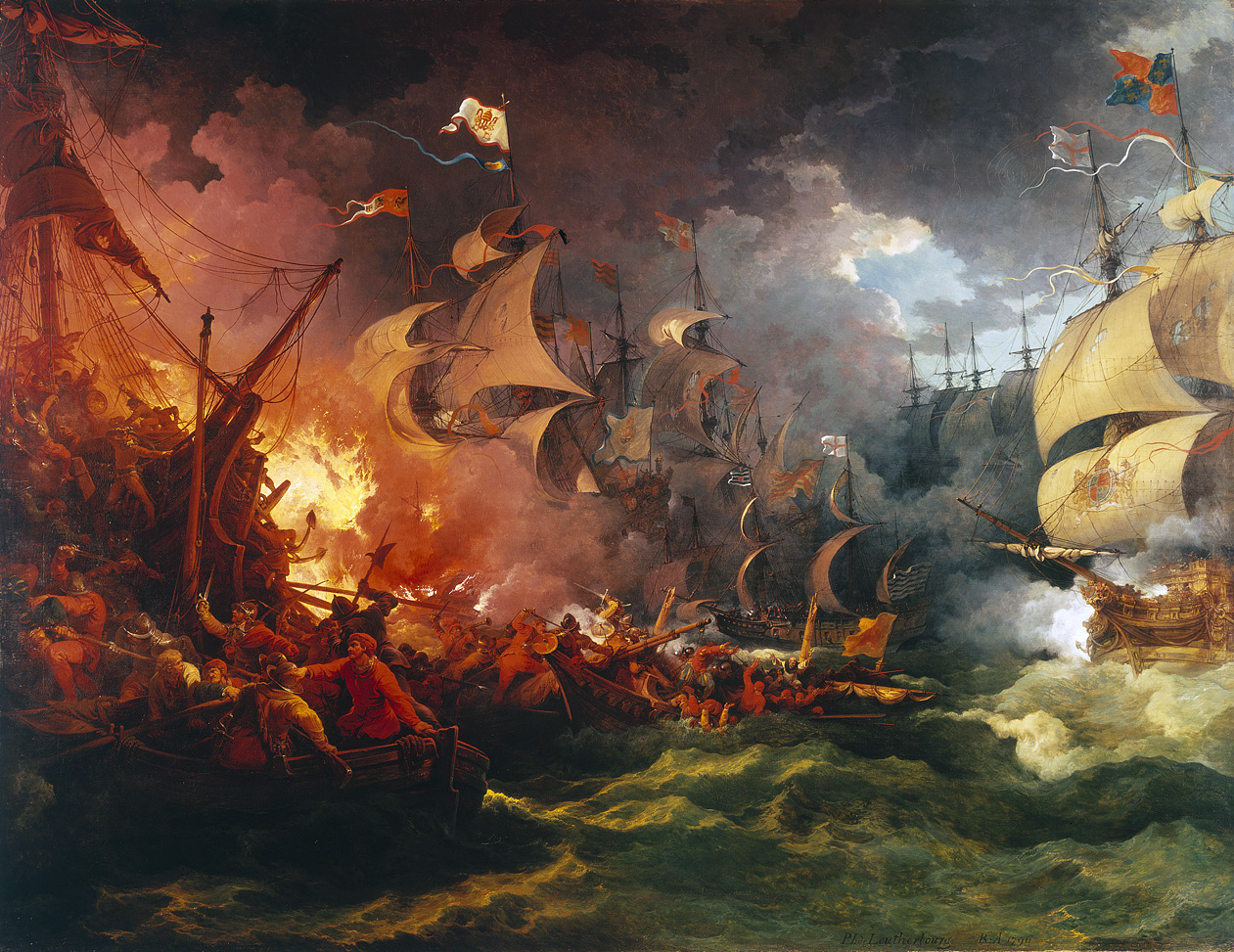
Niederlage der spanischen Armada gegen die englische Flotte am 8. August 1588 (Loutherbourg, 1796)

Philipp Jakob Loutherbourg der Jüngere (* 31. Oktober 1740 in Straßburg; † 11. März 1812 in Chiswick bei London; auch Philippe-Jacques de Loutherbourg) war ein britisch-französischer Maler, Radierer und Aquatinta-Stecher.

## Leben
Loutherbourg war der Sohn des Kupferstechers Philipp Jakob Loutherbourg des Älteren, von dem er auch seinen ersten künstlerischen Unterricht bekam. Im Herbst 1764 ging Loutherbourg nach Paris und wurde dort Schüler von Francesco Casanova, Charles André van Loo und Johann Heinrich Tischbein. Gefördert durch seine Lehrer wurde Loutherbourg 1768 an der Académie royale de peinture et de sculpture aufgenommen und später auch Mitglied der Kunstakademie von Marseille.
1771 wurde Loutherbourg vom Schauspieler David Garrick nach London an das Theatre Royal Drury Lane geholt. Er entfaltete dort als Bühnenmaler eine reiche Tätigkeit und erlangte bald einen bedeutenden Ruf als Maler. 1781 wurde er Mitglied der Royal Academy. 1795 führte er William Turner in die Ölmalerei ein.
Loutherbourg war Anhänger und Freund Alessandro Cagliostros. Er verstarb am 11. März 1812 in Chiswick bei London.
Seine Stiche, darunter Bauerndarstellungen (6 Blätter), Soldatendarstellungen (12 Blätter), Die Tageszeiten (1 Folge, 4 Blätter), sowie Einzelblätter mit Landschaften, Marinen, Tierstücken und Karikaturen etc. sind sehr geschätzt.

## Werke (Auswahl)
- Der Sturm auf Valenciennes, dem er selbst beigewohnt hatte
- Howes Sieg über die französische Flotte, 1794
- Niederlage der spanischen Armada 1588, Öl/Leinwand, 1796, London, National Maritime Museum
- Brand in London 1666
- Sieg des Admiral Duncan über die holländische Flotte, 1797
- Abend an einem See in Cumberland, 1792, Öl/Leinwand, 41 × 61 cm
- David Garrick als Don John in John Fletchers Schauspiel „The Chances“, Öl/Holz, 44 × 69 cm
- Ein Mittsommernachmittag mit einem Methodistenprediger, 1777, Öl/Leinwand, 97 × 126 cm
- Herumstreifende Soldaten, 1799, Öl/Leinwand
- A winter morning with skating in Hyde Park, Öl/Leinwand, 89,5 × 125,5 cm

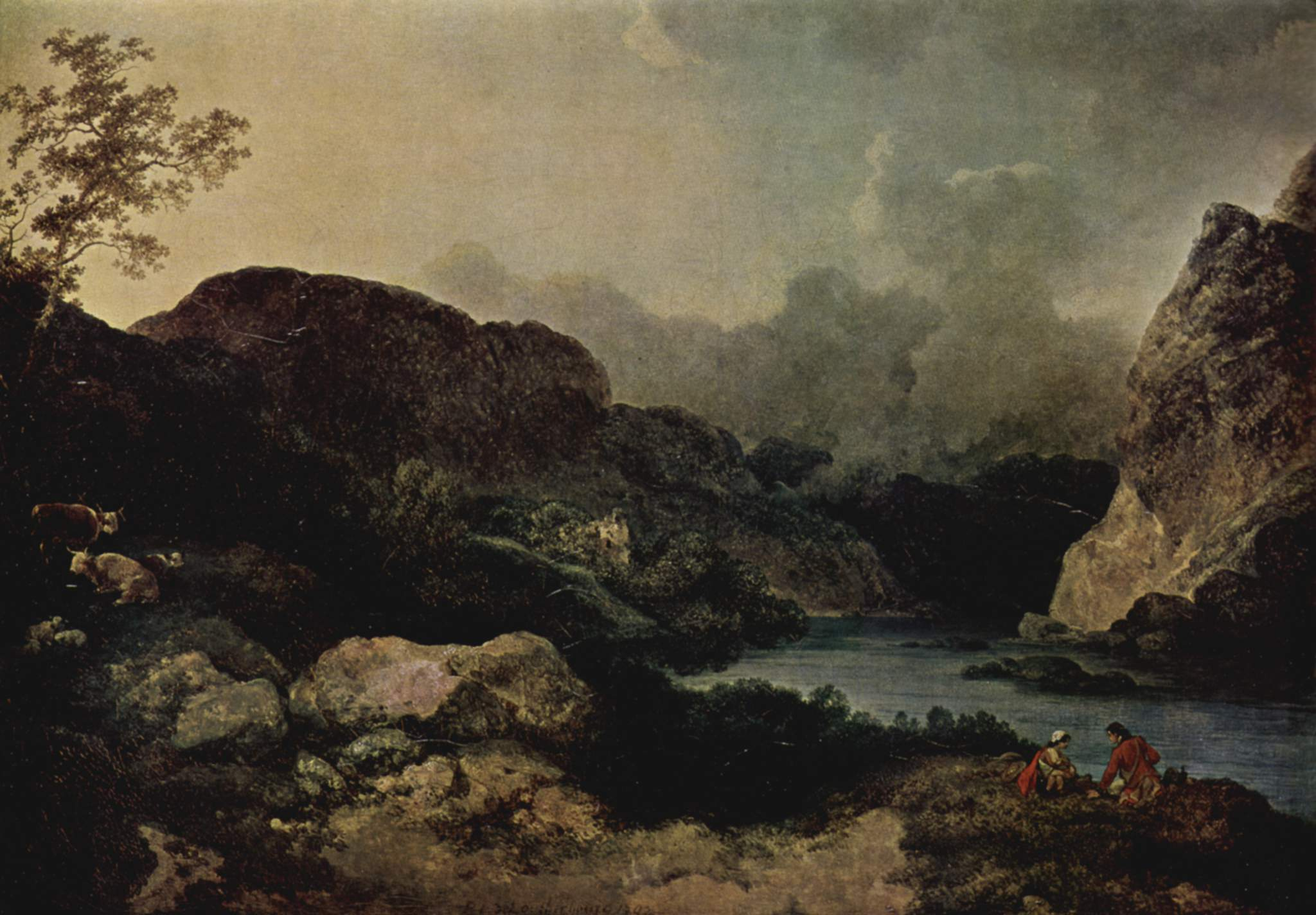
Abendliche Seelandschaft mit Cumberland
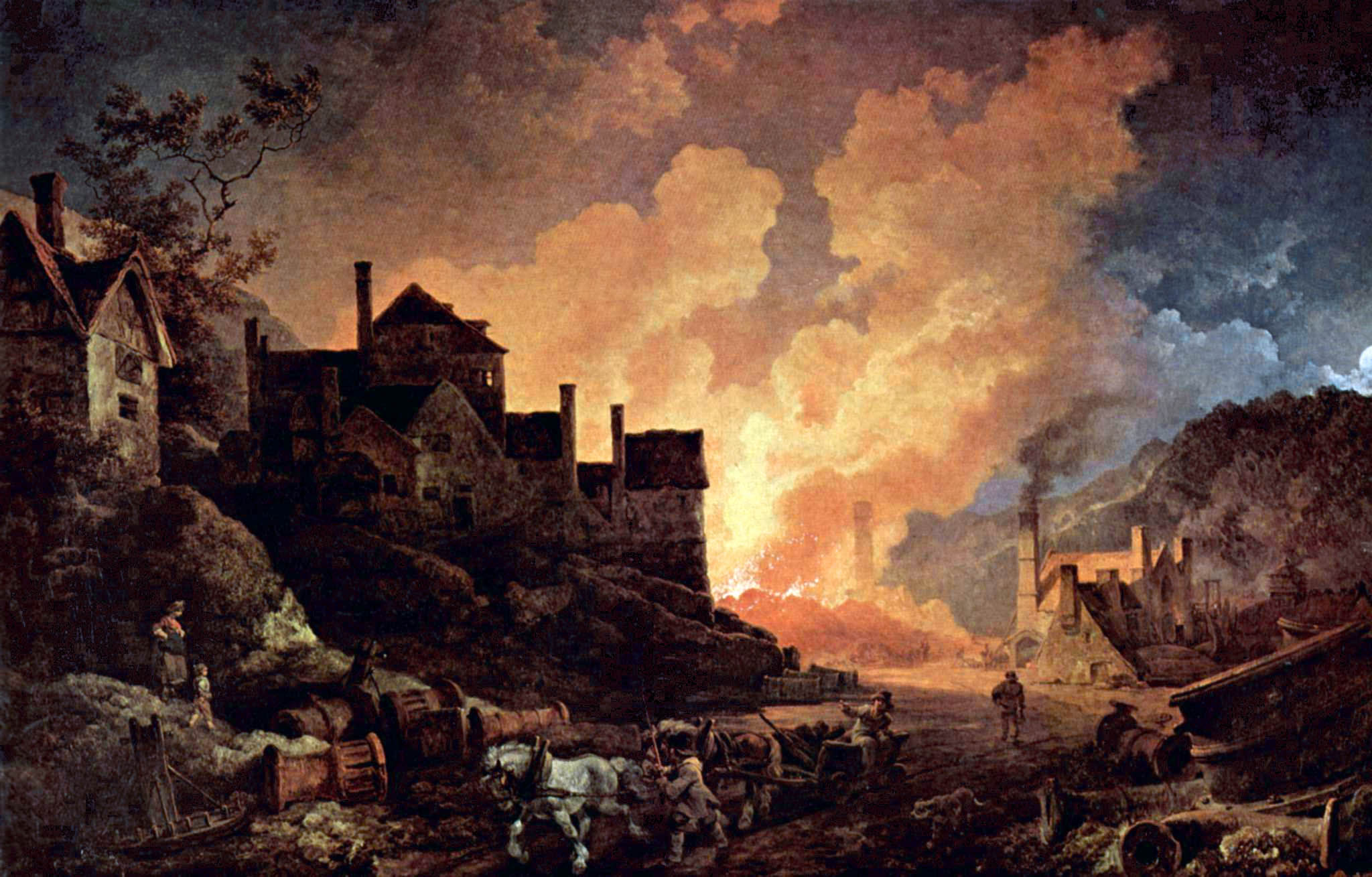
Coalbrookdale by Night (Coalbrookdale bei Nacht)
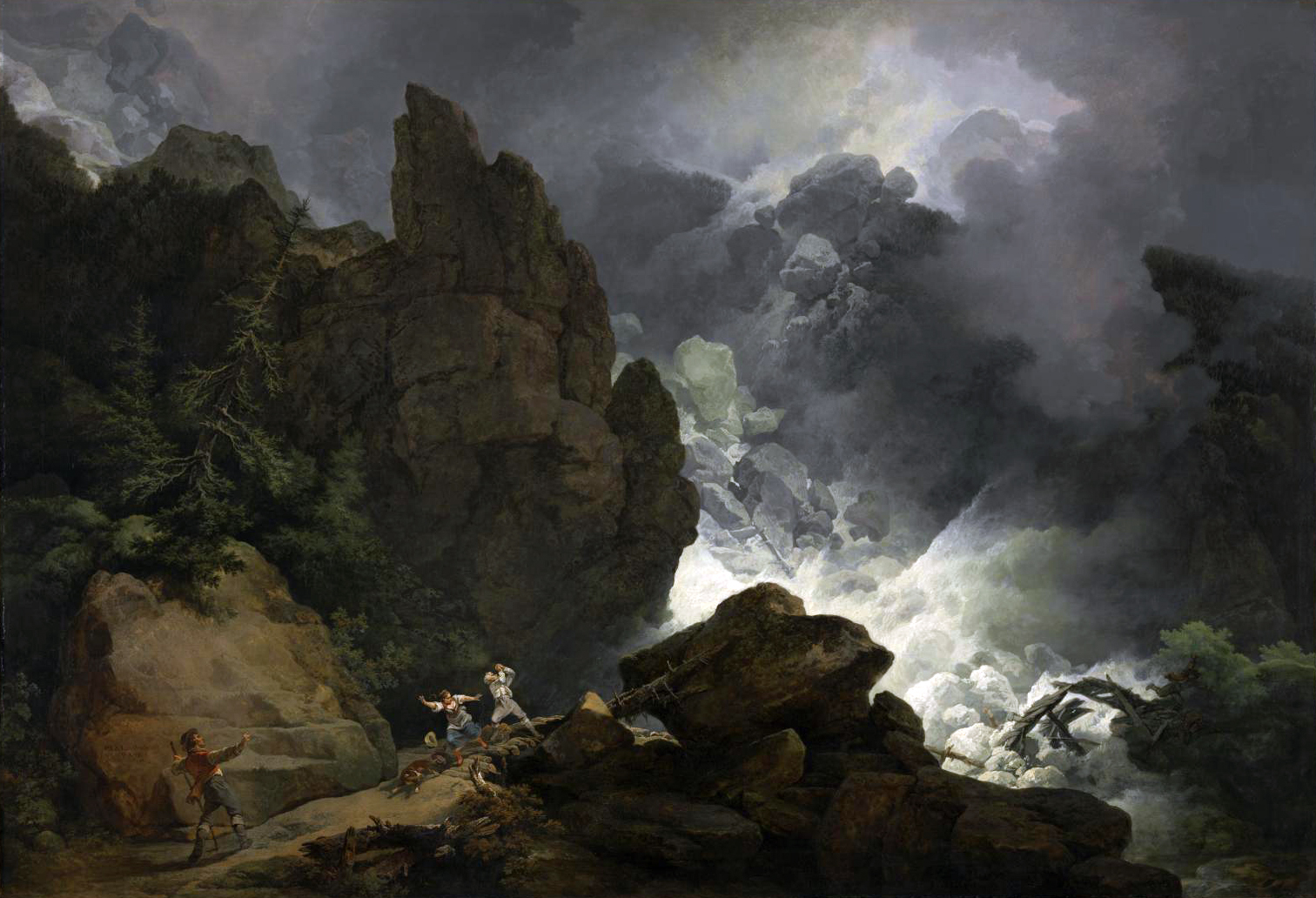
Lawine in den Alpen